# Al Hada (huyện)
Huyện Al Hada là một huyện thuộc tỉnh Dhamar, Yemen. Đến thời điểm năm 2003, huyện này có dân số 143100 người